# Classique Paul Hunter de snooker 2015
Le Classique Paul Hunter 2015 est un tournoi de snooker classé mineur, qui s'est déroulé du 26 au 30 août 2015 au Stadthalle à Fürth en Allemagne. 

## Déroulement
Il est sponsorisé par la Kreativ Dental Clinic. Il s'agit de la deuxième épreuve du championnat européen des joueurs, une série de tournois disputés en Europe (6 épreuves) et en Asie (1 épreuve), lors desquels les joueurs doivent accumuler des points afin de se qualifier pour la grande finale à Manchester.
L'événement compte un total de 244 participants, dont 128 ont atteint le tableau final. Le vainqueur remporte une prime de 25 000 €.
Le tournoi est remporté par Ali Carter 4 à 3 lors d'une finale serrée face à Shaun Murphy. Il s'agit du premier succès de Carter depuis sa rémission de la maladie de Crohn dont il était atteint.

## Dotation
La répartition des prix est la suivante :
- Vainqueur : 25 000 €
- Finaliste : 12 000 €
- Demi-finaliste : 6 000 €
- Quart de finaliste : 4 000 €
- 8èmes de finale : 2 300 €
- 16èmes de finale : 1 200 €
- Deuxième tour : 700 €
- Dotation totale : 125 000 €

## Phases finales
|  | Quarts de finale au meilleur des 7 manches | Quarts de finale au meilleur des 7 manches | Quarts de finale au meilleur des 7 manches |            |              | Demi-finales au meilleur des 7 manches | Demi-finales au meilleur des 7 manches | Demi-finales au meilleur des 7 manches |  |  | Finale au meilleur des 7 manches | Finale au meilleur des 7 manches | Finale au meilleur des 7 manches |
|  |                                            |                                            |                                            |            |              |                                        |                                        |                                        |  |  |                                  |                                  |                                  |
|  |                                            | Mark King                                  | 4                                          |            |              |                                        |                                        |                                        |  |  |                                  |                                  |                                  |
|  |                                            | Ian Burns                                  | 0                                          |            |              |                                        |                                        |                                        |  |  |                                  |                                  |                                  |
|  |                                            | Ian Burns                                  | 0                                          |            | Mark King    | 3                                      |                                        |                                        |  |  |                                  |                                  |                                  |
|  |                                            |                                            |                                            |            | Mark King    | 3                                      |                                        |                                        |  |  |                                  |                                  |                                  |
|  |                                            |                                            | Shaun Murphy                               | 4          |              |                                        |                                        |                                        |  |  |                                  |                                  |                                  |
|  |                                            | Stuart Carrington                          | Shaun Murphy                               | 4          | 2            |                                        |                                        |                                        |  |  |                                  |                                  |                                  |
|  |                                            | Stuart Carrington                          |                                            |            | 2            |                                        |                                        |                                        |  |  |                                  |                                  |                                  |
|  |                                            | Shaun Murphy                               | 4                                          |            |              |                                        |                                        |                                        |  |  |                                  |                                  |                                  |
|  |                                            |                                            |                                            |            |              |                                        |                                        |                                        |  |  |                                  | Shaun Murphy                     | 3                                |
|  |                                            |                                            |                                            | Ali Carter | 4            |                                        |                                        |                                        |  |  |                                  |                                  |                                  |
|  |                                            | Judd Trump                                 | 1                                          |            |              |                                        |                                        |                                        |  |  |                                  |                                  |                                  |
|  |                                            | Michael Holt                               | 4                                          |            |              |                                        |                                        |                                        |  |  |                                  |                                  |                                  |
|  |                                            | Michael Holt                               | 4                                          |            | Michael Holt | 2                                      |                                        |                                        |  |  |                                  |                                  |                                  |
|  |                                            |                                            |                                            |            | Michael Holt | 2                                      |                                        |                                        |  |  |                                  |                                  |                                  |
|  |                                            |                                            | Ali Carter                                 | 4          |              |                                        |                                        |                                        |  |  |                                  |                                  |                                  |
|  |                                            | Ali Carter                                 | Ali Carter                                 | 4          | 4            |                                        |                                        |                                        |  |  |                                  |                                  |                                  |
|  |                                            | Ali Carter                                 |                                            |            | 4            |                                        |                                        |                                        |  |  |                                  |                                  |                                  |
|  |                                            | Mark Williams                              | 2                                          |            |              |                                        |                                        |                                        |  |  |                                  |                                  |                                  |

## Finale
| Finale au meilleur des 7 manches Arbitre : Tatiana Woollaston |                          |                       |
| Shaun Murphy Angleterre                                       | 3 - 4 ( - )              | Ali Carter Angleterre |
| 0 83                                                          | Centuries Meilleur break | 0 95                  |
| Ali Carter remporte le Classique Paul Hunter 2015             |                          |                       |